# Richard Voss
Richard Voss, född den 2 september 1851 i på Gut Neugrape i Pommern, död den 10 juni 1918 i Berchtesgaden, var en tysk dramatiker och romanförfattare.
Voss deltog som frivillig sjukvårdare i kriget mot Frankrike 1870, idkade därefter universitetsstudier, bosatte sig i Frascati nära Rom och sedermera på sin lantegendom vid Berchtesgaden samt blev 1882 bibliotekarie på Wartburg. Han uppträdde med ett större antal sorgespel, som, enligt Ruben Berg i Nordisk familjebok, "vittna om lyrisk fantasi, men lida af hyperidealistisk världsleda och onatur", bland dem Savonarola (1878), Die Patricierin (1881), Luigia Sanfelice (1882, priskrönt vid 100-årsjubileet över Schillers Die Räuber), Unehrlich Volk (1884), Eva (1889) och Unebenbürtig (1892). Som prosaberättare skildrade han i synnerhet italienska förhållanden: Bergasyl (1882), Rolla. Die Lebenstragödie einer Schauspielerin (2 band, 1883; 2:a upplagan 1890), Römische Dorfgeschichten (1884), Die neue Cìrce (2 upplagor 1886), Der Sohn der Volskerin (samma år), Michael Cibula (1887), Erlebtes und geschautes. Bilder aus Italien (1888), Daniel der Convertit (1888; 3:e upplagan 1912), Villa Falconieri (1896), Die Rächerin (1899) med flera. I Sverige uppfördes Napoleon I (1889 i Stockholm) och Skyldig.